# Mirosław Grewiński
Mirosław Grewiński (ur. 29 grudnia 1973) – prof. dr hab., polski socjolog i politolog. 

## Życiorys
W 1999 ukończył studia magisterskie w Instytucie Polityki Społecznej Wydziału Dziennikarstwa i Nauk Politycznych Uniwersytetu Warszawskiego. Od 1997 do 1998 przebywał na stypendium naukowym na Uniwersytecie w Konstancji. Doktoryzował się w 2001 Instytucie Stosowanych Nauk Społecznych Uniwersytetu Warszawskiego (praca Europejski Fundusz Społeczny jako strukturalny instrument wspierania polityki społecznej Unii Europejskiej pod kierunkiem prof. Juliana Mariana Auleytnera). Habilitował się w 2010 na podstawie dorobku oraz pracy Wieloaspektowa polityka społeczna – o przeobrażeniach państwa opiekuńczego. Od 2011 jest profesorem nadzwyczajnym na Wyższej Szkole Pedagogicznej im. Janusza Korczaka w Warszawie. Od 2014 jest prezesem Zarządu Głównego Towarzystwa Wiedzy Powszechnej. Od 2016 jest również prezesem Zarządu Głównego Polskiego Towarzystwa Polityki Społecznej (wcześniej był tu członkiem prezydium). Jest także członkiem Centralnej Komisji Egzaminacyjnej ds. Stopni Zawodowych Pracowników Socjalnych przy Ministerstwie Rodziny, Pracy i Polityki Społecznej oraz członkiem Rady Głównej do Spraw Społecznej Readaptacji i Pomocy Skazanym przy Ministerstwie Sprawiedliwości. Dwukrotnie był stypendystą Fundacji na rzecz Nauki Polskiej.

## Zainteresowania
Główne zainteresowania naukowe to: wielosektorowa polityka społeczna, polityka spójności Unii Europejskiej, projekty społeczne finansowane z Europejskiego Funduszu Społecznego, a także rynek pracy, integracja społeczna, rozwój lokalny i gospodarka społeczna.

## Osiągnięcia
Jest autorem, współautorem lub redaktorem ponad dwustu publikacji naukowych, w tym 40 książek na tematy związane z polityką społeczną.